# 勒内·迪韦尔热

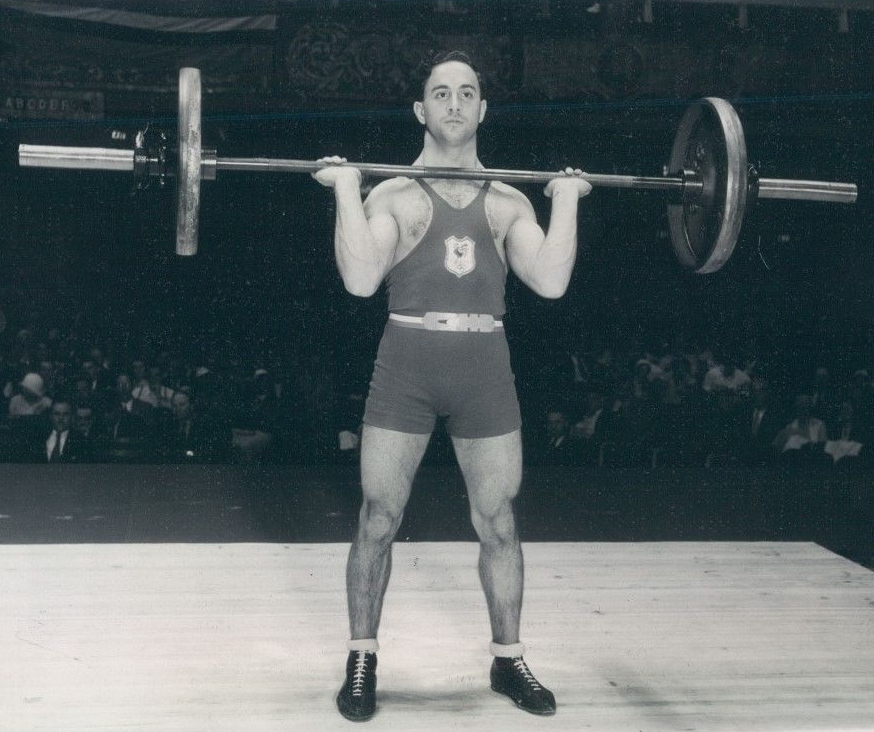
勒内·迪韦尔热(攝於 1932年)

勒内·迪韦尔热（法語：René Duverger，1911年1月30日—1983年8月16日），法国男子举重运动员。他曾代表法国参加1932年和1936年夏季奥林匹克运动会举重比赛，其中1932年奥运会获得一枚金牌。